# Vera Berzak
Vera Berzak, född 1987 i Ryssland, är en israelisk teaterregissör och pjäsförfattare. Hon bor sedan 2017 i Sverige.

## Verk i urval[2]
- Sylvia, 2011 (regissör och skådespelare) vinnare av Performance Competition vid Hebreiska universitetet i Jerusalem
- Retro Housewives, 2012 (regissör och skådespelare)
- False Awakening, 2013 (regissör och skådespelare)
- The Parasite, 2016 (teatermanus och regissör)
- A Bay by the Okhotsk Sea, 2016 (författare och skådespelare)
- The Governor General and I, 2018-2019 (författare och regissör)
- Alla vindar är stilla, 2021 (författare och regissör)